# Melissa (Album)
Melissa ist das Debütalbum der dänischen Heavy-Metal-Band Mercyful Fate.

## Entstehungsgeschichte

### Vorgeschichte
Das Material auf dem Album entstammte zum Teil den Demo-Aufnahmen der Vorgänger-Band Brats; Curse of the Pharaohs hieß als Brats-Demo-Titel Night Riders, wurde aber umbenannt, nachdem King Diamond den Text verändert hatte; der ursprüngliche Text stammte vom Brats-Bassisten. Love Criminals, das erste von Mercyful Fate geschriebene Lied, wurde zu Into the Coven, was ursprünglich auch der Titel des Albums werden sollte. 
Erste Versionen der Lieder Curse of the Pharaohs, Evil und Satan’s Fall wurden am 19. März 1983 bei einer Live-Session für die Friday Rock Show auf BBC Radio 1 innerhalb von 8 Stunden in den The Maida Vale Studios aufgenommen und später vom BBC-Toningenieur Tony Wilson abgemischt und produziert. Das Stück Satan’s Fall wurde von Gitarrist Hank Shermann komponiert. Während der Aufnahmen wuchs das Lied ständig an und wurde mit einer Länge von über 11 Minuten das längste Stück der Band, bis Dead Again erschien.
Im April 1983 reiste die Band in die Niederlande, um einige Konzerte zu geben. Eine geplante gleichzeitige Veröffentlichung des Debütalbums fand jedoch nicht statt, da Mercyful Fate ihr Label Rave-On Records verließ und ein neues suchte, um eine bessere Finanzierung und bessere Aufnahmebedingungen für ein Album ermöglichen zu können.
Die BBC-Aufnahmen wurden am 22. April 1983 ausgestrahlt und aufgrund zahlreicher Forderungen wiederholt. Durch diese Aufnahmen wurde das niederländische Label Roadrunner Records auf Mercyful Fate aufmerksam und kontaktierte die Band im Mai 1983. In der Folge wurde ein Vertrag über 6 Alben abgeschlossen.

### Aufnahmen
Am 18. Juli 1983 begann Mercyful Fate mit den Aufnahmen in den Easy Sounds Studios in Kopenhagen. Die Band bat Henrik Lund, Ko-Besitzer des Studios, das Album zu produzieren, wofür ihm das Label 1000 Dollar bezahlte. Obwohl die Band mehr Zeit als bei ihrer EP Mercyful Fate hatte, musste sie sich die Zeit einteilen, da sie weniger als zwei Wochen für Aufnahmen und Produktion hatte. 
Lund produzierte allein und erlaubte den Musikern nicht, beim Abmischen anwesend zu sein; wenn er fertig war, ließ er sie den Mix hören und Änderungswünsche äußern. Danach musste die Band wieder vor die Tür gehen und auf den nächsten Mix warten. Die Band fand diese Arbeitsweise irritierend, Shermann allerdings meint retrospektiv, zu viele Personen im Raum seien kontraproduktiv. Als der Lead-Gesang aufgenommen werden sollte, war dies für Lund eine ungewöhnliche Erfahrung, da Diamond einen kleinen Altar und rote Lichter ins Studio mitgebracht hatte, um eine bestimmte Atmosphäre zu schaffen. Lund war außerdem zunächst wegen Diamonds Texten verwirrt.
Das Label wollte, dass Mercyful Fate eine Cover-Version einspielte, also versuchte die Band, Led Zeppelins Immigrant Song zu spielen. Die Band verwarf dies jedoch, da es ihrer Meinung nach nicht gut funktionierte. Shermann zufolge kam Diamonds Gesang so nah an den von Robert Plant heran, dass man Leute glauben machen könne, es sei wirklich Led Zeppelin.

### Veröffentlichung
Am 26. November 1983 wurde das Album veröffentlicht. Während die EP in den Vereinigten Staaten ein gesuchter Import und die BBC-Aufnahme nur auf Bootleg-Kassetten zu bekommen war, war Melissa die erste Mercyful-Fate-Veröffentlichung, die in den USA offiziell erschien.
Der Name des Albums stammt von einem menschlichen Schädel, den Diamond geschenkt bekam und den die Band damals bei Auftritten verwandte und der auch auf dem Schallplattencover zu sehen ist. Verschiedene Beschädigungen des Schädels inspirierten Diamond auch zum Titellied des Albums. Der Schädel wurde bei einem Auftritt am 21. Januar 1984 im The Paradiso Theatre in Amsterdam aufgrund unaufmerksamer Sicherheitsangestellter gestohlen.
Das Album wurde in den USA zunächst (lizenziert durch Roadrunner Records) über Megaforce Records vertrieben, später direkt über Roadrunner Records. Bei der Wiederveröffentlichung des Albums fanden sich neue Gesangsspuren über einer bestimmten Passage des Titellieds. Außerdem hatte die erste Version einen sehr dichten Nachhall über der Stimme, während die Stimme der zweiten Version keine solchen Effekte aufwies. Diamond konnte sich diese Unterschiede nicht erklären. Seiner Meinung nach sei es physikalisch unmöglich, den Gesangsspuren etwas hinzufügen, da das Label nicht über das 24-Spuren-Master verfüge; das besitze nur die Band. Einige Fans meinen darüber hinaus im Song an der Stelle, an der Diamond „Satan’s cross upon the wall“ singt, die Rückwärtsbotschaft „What message is this?“ zu hören. Diamond selbst bestreitet, je Rückwärtsbotschaften in seinen Songs eingefügt zu haben. Alle Botschaften seien bei normalem Abspielen zu hören und dunkel genug, es sei nicht nötig, versteckte Botschaften hinzuzufügen.
Im Dezember 1983 erschien das Lied Black Funeral zusätzlich als Single; die B-Seite Black Masses war zusammen mit dem Album aufgenommen, aber von diesem entfernt worden.

## Titelliste
Die Musik wurde von Hank Shermann geschrieben, die Texte von King Diamond.
1. Evil – 4:45
2. Curse of the Pharaohs – 3:57
3. Into the Coven – 5:11
4. At the Sound of the Demon Bell – 5:23
5. Black Funeral – 2:50
6. Satan’s Fall – 11:23
7. Melissa – 6:40

## Stil und Texte
Aufgrund der Einflüsse aus dem epischen Hard Rock der 1970er Jahre sind die Gitarren im ersten Lied Evil „eher an Thin Lizzy als an Iron Maiden angelehnt, auch das Riffing zeigt noch Querverweise speziell zu britischen Institutionen“. Das Intro zu Into the Coven „flirtet mit Klassikmelodien“. Das progressive-rock-lastige Satan’s Fall, bis zum Erscheinen von Dead Again das längste Stück von Mercyful Fate, enthält etwa 16 verschiedene Riffs und ist textlich von Diamonds Entdeckung der Satanischen Bibel von Anton Szandor LaVey inspiriert.

## Rezeption
Das Album wurde von Fans und Kritikern positiv aufgenommen und schnell zum Verkaufsschlager. Die Redaktion des Rock Hard nahm es 2007 in ihre 500 Titel umfassende Bestenliste auf dem 34. Platz auf. Frank Albrecht nannte Melissa einen absoluten „Meilenstein in der schwermetallischen Historie“ und stellte besonders „geniale Songs“ wie Evil oder Satan’s Fall heraus.